# نورث جيرمن لويد
نورث جيرمن لويد كانت شركة شحن ألمانية تأسست من قبل هيرمان هنريك ماير وادوارد كروسمان في بريمن في 20 فبراير 1857. تطورت لتصبح واحدة من أهم شركات الشحن الألمانية في أواخر القرن التاسع عشر وأوائل القرن العشرين، وكان لها دور أساسي في التنمية الاقتصادية لبريمن وبريمرهافن. في 1 سبتمبر 1970، اندمجت الشركة مع هامبورغ أمريكا لاين لتشكيل شركة هاباج لويد.

## معرض صور

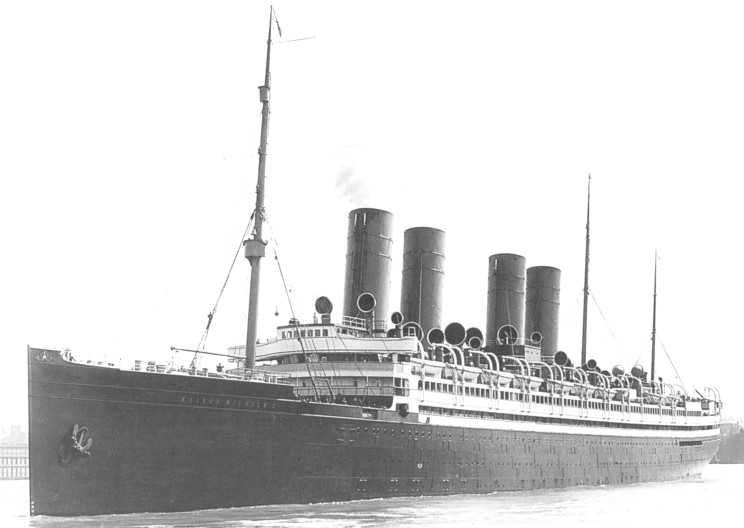
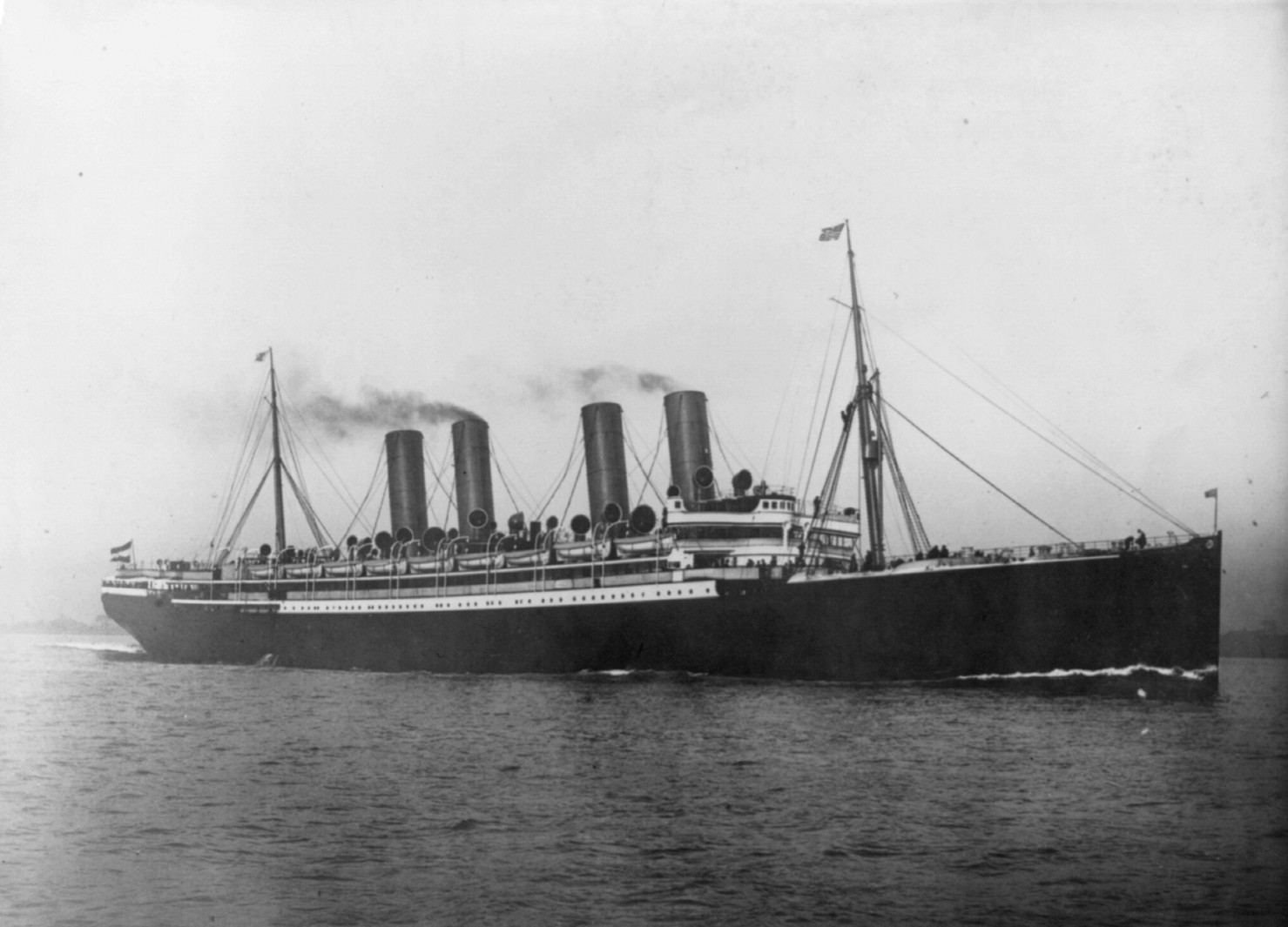
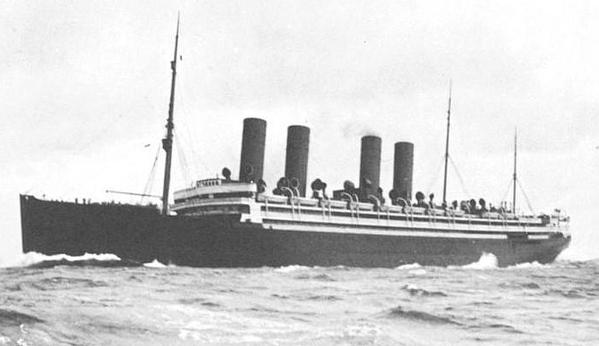
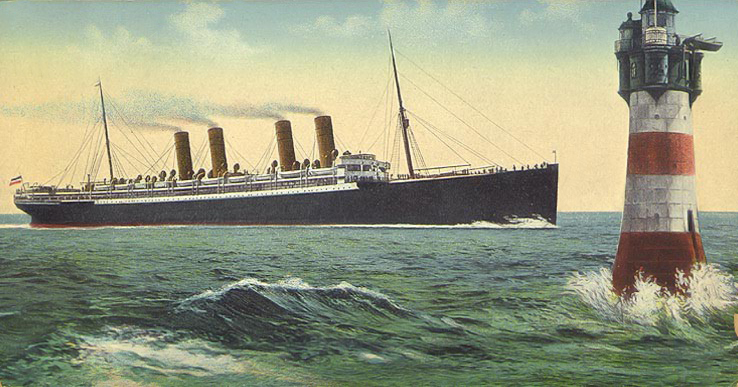